# Semente da serpente
A ideia da "semente da serpente" emerge principalmente do texto de Gênesis 3:15, onde Javé declara, após a queda do homem: “Porei inimizade entre ti e a mulher, entre a tua semente e a semente dela; esta te ferirá a cabeça, e tu lhe ferirás o calcanhar”. Esse texto é parte da maldição proferida à serpente, que foi instrumental na tentação de Eva. Historicamente, o contexto linguístico de Gênesis 3:15 é importante. Culturalmente, a serpente era vista de várias maneiras nas mitologias do Oriente Próximo. Na mitologia suméria e babilônica, as serpentes frequentemente eram associadas a seres poderosos ou deuses, como Tiamat, a serpente primordial que personificava o caos. No Egito, as serpentes também tinham significados simbólicos poderosos, desde a serpente sagrada Uraeus, que representava a realeza, até as forças do mal, como as que se opunham aos deuses. Assim, em um contexto antigo, a serpente não era apenas um "animal" literal, mas também um símbolo complexo de forças cósmicas, tanto criativas quanto destrutivas.
No entanto, ao longo da história, grupos específicos interpretaram a "semente da serpente" literalmente, sugerindo que a serpente gerou uma linhagem física em oposição à descendência humana, distorcendo o texto bíblico e criando narrativas pseudocientíficas e perigosas.
O uso do conceito da Semente da Serpente para defender pseudociências e insanidades é um fenômeno histórico complexo. Durante a Idade Média, essa ideia foi explorada por teólogos e estudiosos que buscavam justificar a ideia de uma linhagem demoníaca ou maligna, muitas vezes relacionada a grupos marginalizados, como os judeus, e usados para promover teorias racistas e xenofóbicas. A crença de que a "semente da serpente" existia como uma linhagem humana, semeada pelo próprio Satanás, foi distorcida ao longo do tempo para justificar a ideia de uma origem demoníaca para determinadas populações ou grupos. Durante os períodos de perseguição religiosa, esse conceito foi distorcido de maneira a associar a ideia de pureza racial e fé verdadeira com a "descendência de Eva", enquanto todos os outros eram vistos como herdeiros da serpente, sendo justificados pelos propagadores dessas ideias como alvo de perseguição. O uso dessa ideia de "semente da serpente" para justificar atitudes intolerantes é, portanto, um exemplo claro de como as interpretações literais ou distorcidas de textos antigos podem ser manipuladas para fins ideológicos, perpetuando visões de mundo baseadas no medo e na segregação.

## A doutrina de William Marrion Branham
A doutrina de William Marrion Branham, um líder religioso norte-americano do século XX, é um exemplo claro de como interpretações posteriores de textos bíblicos e de crenças populares podem ser usadas para criar doutrinas pseudocientíficas sem base cultural, teológica ou histórica. Branham, considerado o fundador do movimento Mensagem de William Branham, afirmava ter uma compreensão única da Bíblia, que, na sua visão, estava ligada a revelações diretas de Deus. Sua interpretação das Escrituras, particularmente sobre temas como a semente da serpente e o fim dos tempos, não apenas desconsidera o contexto histórico e cultural dos textos bíblicos, mas também promove ideias que carecem de fundamento nas narrativas originais e são cientificamente infundadas, se desviando do contexto cultural e bíblico e utilizando de uma interpretação altamente distorcida da "semente da serpente", indo além da simples teologia para adentrar o campo da pseudociência.
William Branham é conhecido por interpretar a história de Caim e Abel de forma radicalmente diferente das interpretações histórico-culturais. Em sua versão, ele faz uma leitura literalista da "semente da serpente" (Gênesis 3:15), mas de maneira ainda mais mítica e pseudocientífica. Segundo Branham, a serpente não seria apenas um símbolo do mal ou um animal, mas um ser literal que teria se envolvido em um ato sexual com Eva, gerando uma descendência demoníaca representada por Caim. Branham vai além do simples entendimento histórico-cultural e teológico de que a serpente era um animal e símbolo da tentação ou da mentira; ele afirma que a serpente literal tem uma linhagem especial, que seria responsável por uma linha de descendência demoníaca que, segundo ele, foi destinada a lutar contra a descendência da mulher.
Esse conceito de uma linhagem demoníaca é absolutamente estranha à teologia bíblica tradicional. Não há qualquer evidência nas escrituras originais que sugira que a serpente tenha tido uma relação sexual com Eva ou que Caim fosse um "filho do diabo". Ao contrário, o próprio texto de Gênesis, mesmo sendo ambíguo sobre as razões da rejeição do sacrifício de Caim, não implica em qualquer relação literal entre a serpente e Eva. Branham usa essa interpretação de maneira oportunista, levando os fiéis a acreditar que a semente da serpente refere-se a uma linhagem maligna e ao poder do mal na Terra, algo que não encontra apoio em qualquer doutrina tradicional do cristianismo ou do judaísmo. A doutrina de Branham também se baseava em uma visão distorcida da ciência da genética e da biologia. Ao afirmar que a serpente literalmente gerou filhos com Eva, Branham ignora por completo os avanços da biologia e da genética modernas, que comprovam que a reprodução humana envolve um complexo processo biológico que não pode ser alterado por simples atos simbólicos ou mitológicos. Sua doutrina sobre a "semente da serpente" não possui qualquer explicação científica plausível, e é uma tentativa de vincular conceitos bíblicos a teorias raciais e pseudoevolucionistas que não têm base na realidade. A alegação de que uma raça específica carrega a marca de uma linhagem demoníaca é não só científica e teologicamente infundada, mas também moralmente condenável. A doutrina de Branham também carece de uma compreensão adequada do contexto cultural e histórico das escrituras. A Bíblia, especialmente o livro de Gênesis, foi escrita em um contexto semita e reflete uma visão do mundo que está profundamente enraizada nas tradições de povos do Antigo Oriente. As serpentes, por exemplo, eram comuns em mitologias de várias culturas antigas, como os egípcios e mesopotâmios, onde muitas vezes eram associadas ao caos, destruição e tentação.
Ao contrário, Branham ignora esses paralelos e usa uma leitura isolada e anacrônica da Bíblia, sem levar em conta o contexto histórico dos textos. Ele adapta a história para se adequar a suas próprias crenças pessoais, desprezando a rica tapeçaria cultural e histórica dos textos bíblicos. A ideia de uma linhagem demoníaca originada da serpente é uma invenção posterior, que não encontra apoio nem na Bíblia Hebraica, nem nas tradições dos primeiros cristãos, e que contrasta com as visões das culturas contemporâneas que entendiam as serpentes como símbolos do caos ou do mistério divino, e não como fontes de linhagens raciais malignas, a doutrina de William Branham e outras interpretações semelhantes da Bíblia são, por fato, resquícios de ideias e conceitos profundamente intolerantes e discriminatórios que ao longo da história foram usados para justificar o preconceito, a segregação e a opressão contra minorias. Essas ideias não são apenas uma distorção de textos sagrados, mas também um reflexo de uma mentalidade que vê determinadas pessoas ou grupos como inferiores ou demonizados, com base em características como cor, origem étnica, ou até mesmo gênero e orientação sexual.
Para Branham, a Bíblia não era apenas a palavra de Deus, mas uma ferramenta para construir uma visão de mundo que estivesse em conformidade com suas próprias crenças e preconceitos. Ele estabeleceu uma linha de autoridade única baseada em sua própria interpretação das Escrituras, muitas vezes afirmando ter revelações diretas de Deus. Essa visão autoritária da Bíblia serviu para criar uma estrutura hierárquica dentro de seu movimento religioso, onde ele era visto como a única figura de autoridade legítima. Além disso, Branham misturou suas crenças bíblicas com ideias extrabíblicas, como teorias de eugenia e racismo, em um momento histórico marcado por tensões raciais nos Estados Unidos. Sua doutrina, por exemplo, afirmava que os negros eram descendentes da semente da serpente, o que era uma interpretação perigosa e racista que ignorava tanto as lições centrais da Bíblia quanto as verdades científicas do momento. Branham, assim, utilizava a Bíblia como um reflexo de seus próprios preconceitos, distorcendo as Escrituras para reforçar sua visão de um mundo dividido por linhagens divinas e demoníacas, raciais e espirituais. Essa abordagem é um exemplo claro de como as interpretações extremas e distorcidas da Bíblia podem ser usadas para justificar crenças preconceituosas e irracionais, com um impacto profundamente negativo nas comunidades que adotam essas visões.